# DRG 60 sorozat
A DRG 60 egy német 1'B1' h2 jellegű szertartályos gőzmozdony sorozat volt. 1936 és 1937 között gyártotta a Henschel. Összesen három db épült a sorozatból.